# 楠立 (西澳)
楠立（英文：Nannup）是一個位於澳大利亞西澳大利亞州楠立郡中，位於布萊克伍德河旁的一個小鎮。楠立位於珀斯以南280（174英里）。瓦塞公路和布羅克曼公路交界位於楠立附近，而這兩條公路能讓楠立市民穿梭於西南區的主要城市之間。根據2006年人口普查，楠立的人口為501人。

## 歷史
「楠立」這個名字源自當地原住民的傳統名字，意即「經停地點」或「鸚鵡之地」。而這個名詞於1860年代才為土地測量師所記載。該地區最初被稱作「下布萊克伍德」，並於1834年被第一個歐洲人托馬斯·特納探索。於1866年，人們楠立附近的河流上建設了一座橋，並同時建立了一間警察局。於1885年，人們在警察局周邊建立了一個城鎮。於1889年，政府調查了楠立，並於1890年1月9日將城鎮刊登憲報。於1906年，人們在楠立鎮內建立了一間小學，而楠立郡辦公室亦於同年設立於楠立內。於1909年，一條由賈拉伍德到西南鐵路的鐵路（現已停止運作）完成建設，並擔當起運送楠立木材的工作。

## 現況
楠立是楠立郡的唯一一個城鎮，並擁有一個地區高中（成立於1961年）、電信中心、郡辦事處、警察局、綜合體育館、五金商店、社区中心、高尔夫球俱乐部、高尔夫球场、幼儿园、宝石博物馆，以及一些购物设施、客棧、住宿（旅馆、汽车旅馆、住宿加早餐酒店和大篷车公园）和咖啡馆。而楠立的主街道亦極具文物价值。小鎮的人口於2010年約為600人，佔了整個楠立郡1200人的一半。因楠立出產的花卉非常有名，因此楠立又稱「花园村」。

### 经济
木材铣削和农业（主要是牛肉產業）是楠立的主要收入來源。而新晉的葡萄酒產業、花卉業和旅游業皆佔了次要的地位。家具生产和木材加工亦佔了當地經濟一小部份。

### 活动与节庆
自從楠立的旅遊業開始旺盛，楠立每年便舉辦一些活动与节庆以作宣傳。這些活动与节庆包括每年舉辦於8月，为期一周的花卉和园艺节。而周末的玫瑰节則每年舉辦於11月。另外，楠立全年中最大的慶節為楠立音乐节（原稱西南民俗文化节）會於每年3月的劳动节长周末中舉辦。楠立音乐节的活動包括街头表演、市场摊位以及各种音乐表演。

## 圖片集

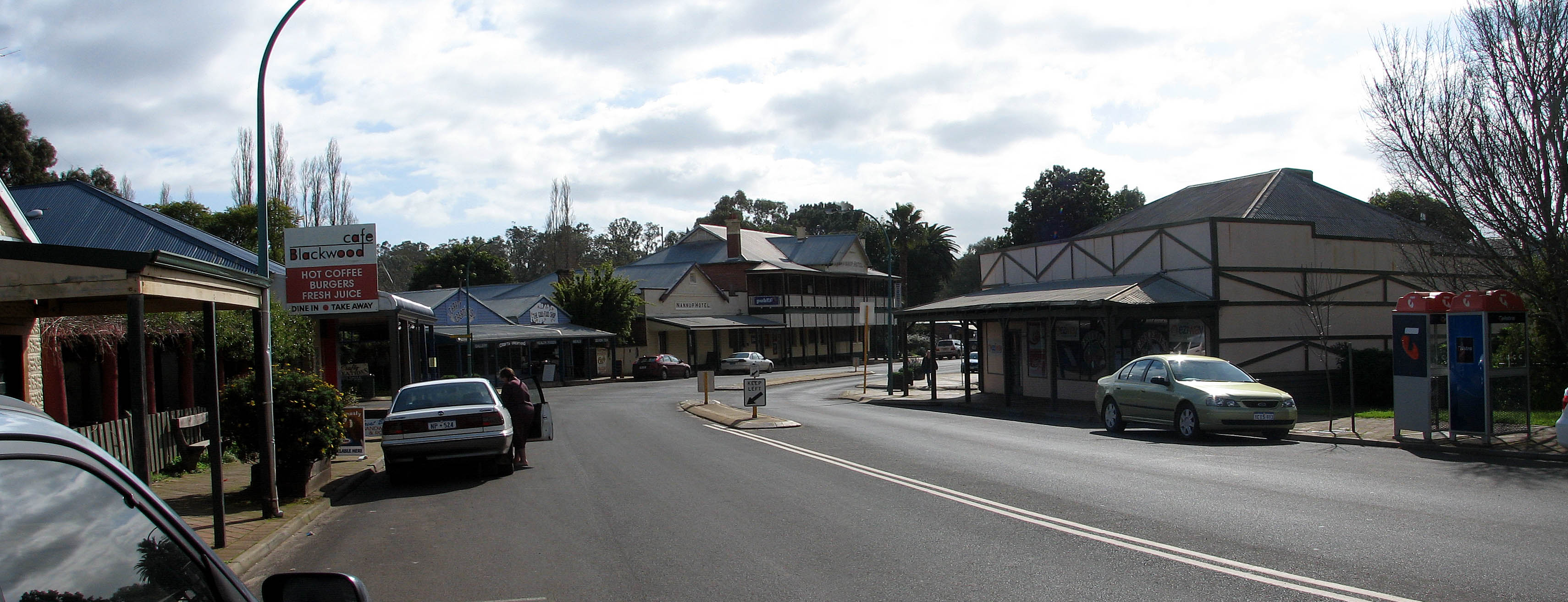
主要街道的全景（攝於2007年6月）
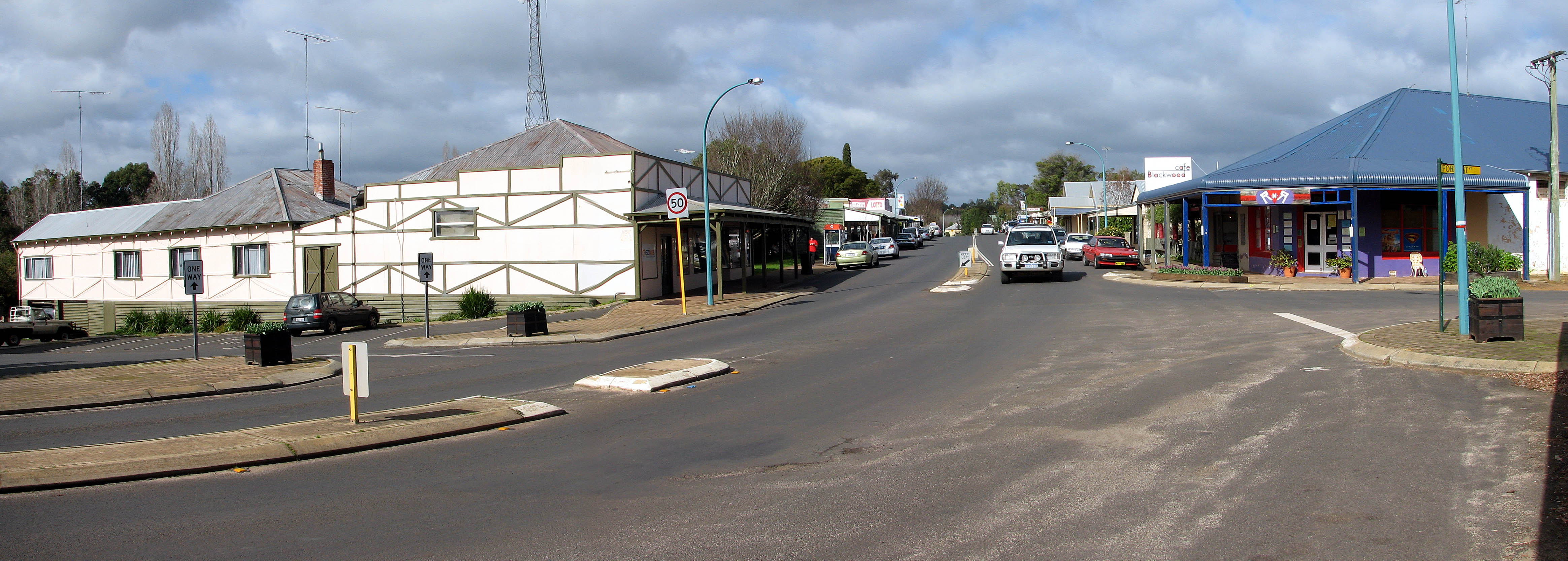
主要街道的全景（攝於2007年6月）